# David Jalbert
 (avril 2021).
Si vous disposez d'ouvrages ou d'articles de référence ou si vous connaissez des sites web de qualité traitant du thème abordé ici, merci de compléter l'article en donnant les références utiles à sa vérifiabilité et en les liant à la section « Notes et références ».
David Jalbert, né le 5 mai 1980, est un auteur-compositeur canadien, originaire de Montréal (quartier de Rivière des Prairies, maintenant l'arrondissement Rivière-des-Prairies/Pointe-aux-Trembles).

## Biographie
Dès son jeune âge David déménage dans la ville de Mascouche (Domaine Lac Samson).
Avant de se lancer dans la musique pop folk country, David Jalbert faisait partie d'un trio punk rock du nom de Big Joe (1994).
En 2004, David Jalbert s'inscrit au concours régional MusiQualité (alors appelé le Mascoushow). Il en sort alors grand gagnant en remportant le Prix du public et le Prix du Jury.
La même année, David fait partie des 9 finalistes du concours Ma première Place des Arts.
Son premier album Des histoires a été lancé le 15 avril 2008 ; le premier extrait était la chanson Les fantômes. Le 26 juillet 2008 à l'occasion des Francos de Montréal, David Jalbert a été en spectacle sur la scène L'espace Ford dans la catégorie Les révélations Ford Focus.
Le deuxième album intitulé Le Journal a été lancé le 4 mai 2010 ; le premier extrait était la chanson Voyage. Pour la première fois en carrière, David se retrouve en nomination au gala de l'ADISQ 2011 dans la catégorie Album folk contemporain pour Le journal.
Il revient à la charge avec un troisième album intitulé Y'a pas de bon silence dont le lancement a eu lieu au National à Montréal le 18 septembre 2012.
Après avoir découvert Jill, il la prend sous son aile et coréalise avec Jeff Grenier le premier album de l'auteure-compositeure-interprète. L'album intitulé Cœur cobaye est sorti le 30 avril 2013.
L'album Y'a pas de bon silence est en nomination au 35e Gala de l'Adisq dans la catégorie Album folk de l'année.
L'auteur-compositeur-interprète présente un nouvel extrait Rassure-moi tiré de son 4e album de l'amour propre sortie le 7 octobre 2014
2015 est l'année ou il devient producteur indépendant avec son label Goliath musique. 
En 2017 il lance l'album 5 la journée de son 37e anniversaire sous son label Goliath musique. L'album connaît un bel accueil et la chanson Libre de partir se retrouve parmi les chansons pré-sélectionnés par l'ADISQ dans la catégorie chansons populaires.
En juin 2018, Il fait la rencontre de Cédric Paquet et Simon Therrien Dubois (Bronko), 2 jeunes auteurs-compositeurs-interprètes de Terrebonne secteur Laplaine, il décide alors de signer les artistes et de produire un premier album intitulé Accroche-toi. La chanson Je regrette rien est la première de ce projet à sortir et elle se hisse dans les premières positions BDS et correspondant à la radio. L'album est sorti le 26 avril 2019.
Le 27 mars 2020 il sort sont sixième album en carrière "Le doigt d'honneur" qui connaît la meilleure critique de sa carrière. À l'automne 2020, Il sort en tant que producteur 2 extraits radios respectivement pour Laurence Doire et William Deslauriers qui se mettront à la préparation d'un EP pour 2022. 
En décembre, Il nous propose une reprise de 23 décembre à saveur Punk rock avec son nouveau projet; 3 Balles, 2 Prises, en duo avec le chanteur de Lendemain de veille, Marc-André Rioux. En janvier 2021 nait le premier EP de 3 Balles, 2 Prises, où l'on y retrouve 5 titres originaux, dont Arthur qui se hisse rapidement au sommet des radios.

## Vidéographie
- Novembre 2021 L'amour est ponctuel / David Jalbert
- Août 2021 Punk de Matante / 3 Balles, 2 Prises
- mai 2021 Compter les KM / 3 Balles, 2 Prises
- Janvier 2021 Arthur / 3 Balles, 2 Prises
- Mai 2020 Le doigt d'honneur
- Février 2015 Les gladiateurs de la glace
- Septembre 2013 Si Dieu!
- Août 2012 Hey Jack!
- Octobre 2010 Le Journal
- Mars 2009: Raison
- 3 novembre 2008: Souvenirs d'enfance
- 9 juin 2008: Les fantômes

## Prix et nominations
- 2013: Nomination à l'ADISQ - Album folk de l'année pour Y'a pas de bon silence
- 2013: Micro d'Art 2013
- 2011: Médaille de L'assemblée Nationale
- 2011: Prix de la Socan pour la chanson Voyage
- 2011: Nomination à l'ADISQ - Album folk de l'année pour Le journal
- 2010: Nomination au Gala annuel des Prix de la musique folk canadienne - Auteur compositeur francophone
- 2008: Nomination au Gala annuel des Prix de la musique folk canadienne - Artiste de la relève
- 2008: Nomination au Gala annuel des Prix de la musique folk canadienne - Auteur compositeur francophone